# Neoseiulus anonymus
Neoseiulus anonymus är en spindeldjursart som först beskrevs av Chant och Baker 1965.  Neoseiulus anonymus ingår i släktet Neoseiulus och familjen Phytoseiidae. Inga underarter finns listade i Catalogue of Life.